# Dom João I (1828)
A Dom João I foi uma corveta da Marinha Portuguesa, lançada à água em Damão em 9 de Outubro de 1828.

## História
Foi construída no Arsenal de Damão e lançada ao mar a 9 de Outubro de 1828.
Em 1834 partiu em uma missão diplomática ao Reino da Sardenha. Em 1854 derrotou um célebre pirata chinês. Em 1860 desempenhou uma comissão diplomática ao Japão e no ano seguinte outra, e em 1874 foi julgada como inútil em Luanda.